# Fissidens yanoae
Fissidens yanoae är en bladmossart som beskrevs av Ronald Arling Pursell 1994. Fissidens yanoae ingår i släktet fickmossor, och familjen Fissidentaceae. Inga underarter finns listade i Catalogue of Life.